# Vojtěch Schönborn
Vojtěch Josef Maria hrabě ze Schönborn-Buchheim-Wolfstalu (německy Adalbert Josef Graf von Schönborn; 2. července 1854 Dlažkovice – 11. října 1924 Bor u Tachova), byl rakousko-uherský, respektive český šlechtic z rodu Schönbornů, právník a politik, na přelomu 19. a 20. století jedna z nejvýraznějších postav počátků českého politického katolicismu, iniciátor vzniku Národní strany katolické v království Českém a místopředseda Strany katolického lidu. Byl stoupencem českého historického státního práva, národní a jazykové rovnoprávnosti.

## Život
Narodil se v Dlažkovicích jako Vojtěch Josef Maria František August hrabě ze Schönbornu-Wiesentheidu (Adalbert Joseph Maria Franz August Graf von Schönborn-Wiesentheid), syn Ervína Damiána Huga ze Schönbornu z rozvětveného hraběcího rodu Schönbornů, jeho otec i tři bratři patřili ve své době k předním osobnostem veřejného dění; bratr František (1844–1899) byl v letech 1885–1899 pražským arcibiskupem.
Absolvoval v letech 1875–1878 práva na Karlo-Ferdinandově univerzitě, od roku 1879 nastoupil do státních služeb jako soudní úředník, nejprve jako soudní adjunkt při okresním soudu v Turnově, od roku 1898 u zemského soudu v Praze (1911 vrchní zemský soudní rada, 1918 dvorní rada).

### Zemským a říšským poslancem
Byl aktivní i v politickém životě. V období let 1885–1913 působil jako poslanec Českého zemského sněmu. V roce 1887 zvolen i do zemského výboru a v zemské exekutivě působil přes 25 let, zpočátku coby přísedící zemského výboru, v období let 1891–1895 i jako náměstek nejvyššího zemského maršálka, jehož od roku 1892 zastupoval také v německé sekci české zemské školské rady. Právě na školskou tematiku se na zemské úrovni výrazně zaměřoval. V letech 1901–1912 zasedal v kuratoriu zemědělských škol v Děčíně-Libverdě a v Táboře.
Jako zástupce Strany konzervativního velkostatku byl ve volbách do Říšské rady roku 1885 zvolen i na Říšskou radu (celostátní parlament), kde reprezentoval velkostatkářskou kurii v Čechách. Poslancem vídeňského parlamentu ovšem byl jen krátce. Rezignaci na mandát oznámil dopisem již 8. března 1887. Po volbách v roce 1885 se na Říšské radě připojil k Českému klubu (jednotné parlamentní zastoupení, do kterého se sdružili staročeši, mladočeši, česká konzervativní šlechta a moravští národní poslanci).

### Organizátorem katolických politických stran
Od počátku 70. let 19. stol. se výrazně angažoval v katolických spolcích, v nichž zastával většinou předsednickou funkci nebo pracoval ve výboru organizace. Byl znám jako člověk dobrého srdce, velké prostředky věnoval na charitativní činnost (ve Spolku sv. Vincence de Paula), pro chudinu, nemocné a potřebné. Stál v čele Mariánské družiny, Bratrstva sv. Michala, Jednoty pro dostavbu chrámu sv. Víta, Spolku Arnošta z Pardubic atd. Jako přísný konzervativec, nekompromisní stoupenec českého historického státního práva, národní a jazykové rovnoprávnosti a současně horlivý katolík se začal politicky angažovat na půdě Katolicko-politické jednoty pro království České (počátkem 20. století i ve výboru této organizace), v roce 1895 byl postaven do čela Družiny pro katolickou organizaci. Na podzim 1896 potom inicioval vznik Katolického sdružení v Čechách, jemuž předsedal a z kterého na jaře 1897 oficiálně vznikla Národní strana katolická v království Českém.
V následujících letech patřil ke klíčovým postavám vyjednávání mezi konzervativním a křesťansko-sociálním a křesťansko-demokratickým proudem na přelomu 19. a 20. století a úsilí o založení jednotné katolické strany v Čechách. V roce 1906 stál u kolébky Strany katolického lidu, od roku 1908 jako její místopředseda a člen užšího výkonného výboru. V letech pozdějších rozbrojů usiloval o sjednocení nepolitických katolických spolků v Zemské organizaci katolíků v království Českém (od 1906). Jako předseda Družstva sv. Vojtěcha se podílel na založení a vydávání ústředního periodika katolického tábora Katolických listů. Byl pravidelně volen do čela katolických sjezdů (Tábor, Příbram, Praha) díky velké autoritě, kterou si získal svou laskavou povahou, ochotou, svědomitostí a přímým jednáním.

### Závěr života

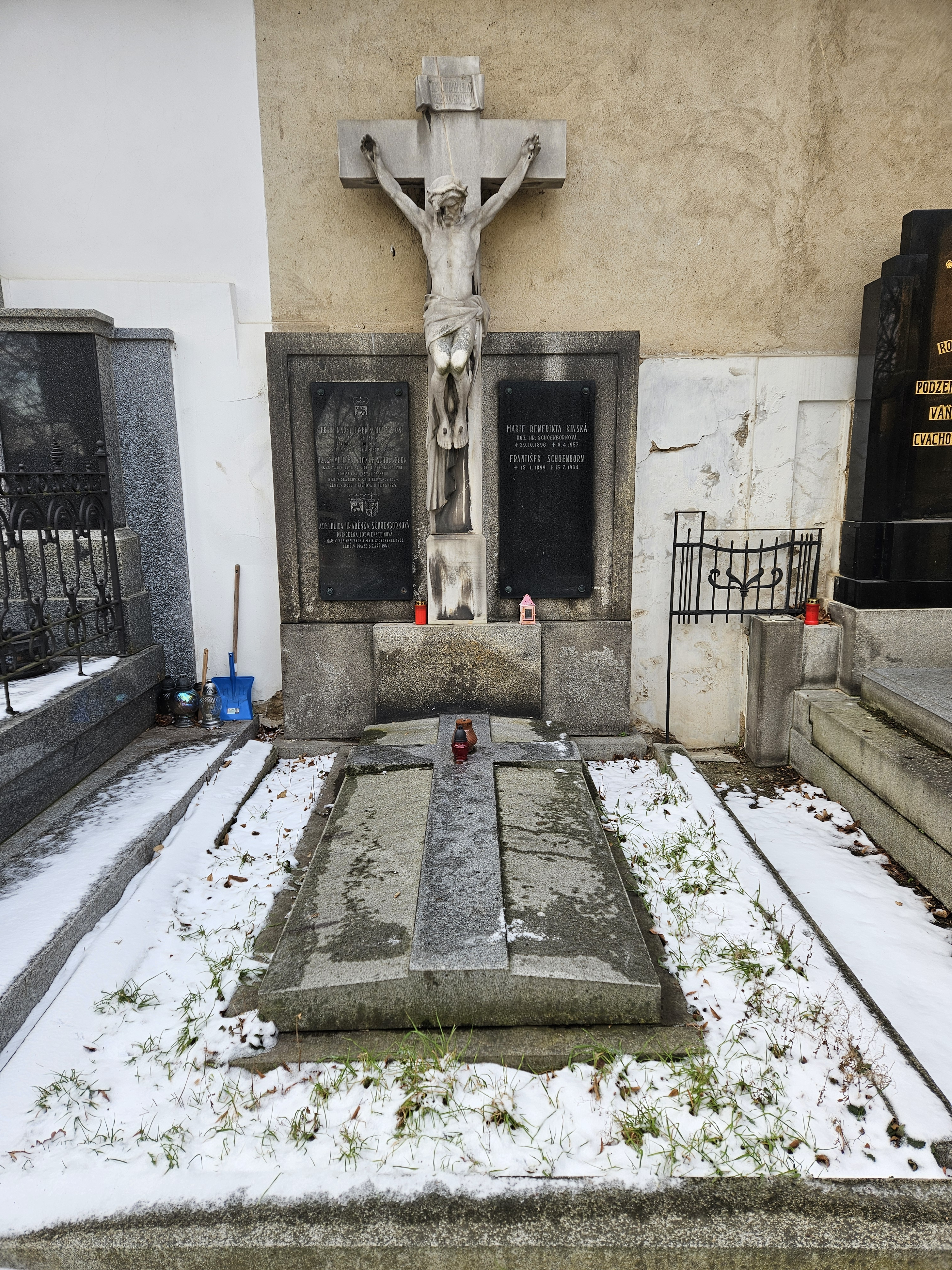
Hrobka na Břevnovském hřbitově

V roce 1912 měl velký podíl na česko-německém vyjednávání o smír jako člen komise pro provedení správní reformy v Čechách. Jako recept na překonání česko-německého antagonismu v Čechách podporoval decentralizaci, posílení územní samosprávy a její depolitizaci. Po suspenzi zemské samosprávy v Čechách v roce 1913 (anenské patenty) byl prezidentem zemské správní komise Království českého.
V roce 1913 se stal viceprezidentem říšského soudu. Ještě za války, krátce před zánikem monarchie, roku 1917 byl jmenován doživotním členem panské sněmovny (jmenovaná horní komora Říšské rady).
V říjnu 1918 ho Národní výbor československý ještě krátce pověřil dalším vedením zemské správy v Čechách i v podmínkách vznikajícího československého státu. Pak opustil aktivní politický život, ale veřejně se dál angažoval ve spolkové činnosti.
Pohřební obřad v roce 1924 vedl pražský arcibiskup František Kordač a účastnili se jich také vatikánští diplomaté v čele s nunciem Francescem Marmaggim.

### Manželství a potomci
V roce 1889 se oženil s Adelheid (1865–1941), princeznou z Löwenstein-Wertheim-Rosenbergu. Jejími rodiči byli kníže Karel z Löwenstein-Wertheim-Rosenbergu a Žofie Marie z Lichtenštejna. Měli spolu šest potomků, ale jen jedna z dcer měla potomstvo. 
- 1. Marie Kristýna (22. 11. 1890 Praha – 23. 1. 1933 Pertlstein), svobodná a bezdětná[10][11]
- 2. Josef Karel (25. 1. 1892 Praha – 14. 8. 1915 Międzyrzecz), svobodný a bezdětný, zahynul na bojištích první světové války[10][12]
- 3. Marie Anežka (16. 11. 1893 Praha – 1. 6. 1973 Wolfsberg), manž. 1921 Aladár Boroviczény de Kisvárda (1. 7. 1890 Jalkovec – 7. 4. 1963 Vídeň)[13][10]
- 4. Marie Benedikta (29. 10. 1896 Praha – 6. 4. 1957 tamtéž), manž. 1927 František Xaver Kinský (23. 5. 1878 Vídeň – 10. 12. 1935 Chlumec)[10][14]
- 5. Ervín (15. 1. 1899 Praha – 20. 11. 1984 Frauenburg), svobodný a bezdětný[15][16]
- 6. František (15. 1. 1899 Praha – 15. 7. 1964 tamtéž), svobodný a bezdětný[16][17]